# رادوسلاف زابافنيك
رادوسلاف زابافنيك (مواليد 16 سبتمبر 1980 في كوشيتسه - تشيكوسلوفاكيا) لاعب كرة قدم سلوفاكي يلعب حاليا لصالح نادي الدرجة الأولى ماينز الألماني منذ 2010 في مركز قلب الدفاع كما يجيد اللعب في مركز الظهير الأيمن والأيسر والوسط المدافع .

## روابط خارجية
- رادوسلاف زابافنيك على موقع الاتحاد الدولي (مؤرشف)  (الإنجليزية)
- رادوسلاف زابافنيك على موقع الاتحاد الأوربي (الإنجليزية)
- رادوسلاف زابافنيك على موقع قاعدة بيانات كرة القدم.إي يو (الإنجليزية)
- رادوسلاف زابافنيك على موقع بيانات كرة القدم. دي إي (الألمانية)
- رادوسلاف زابافنيك على موقع ناشيونال فوتبول تيمز (الإنجليزية)
- رادوسلاف زابافنيك على موقع عالم كرة القدم.نت (الإنجليزية)
- رادوسلاف زابافنيك على موقع كووورة
- رادوسلاف زابافنيك على موقع AS.com (الإسبانية)